# NR2F6
NR2F6 (англ. Nuclear receptor subfamily 2 group F member 6) – білок, який кодується однойменним геном, розташованим у людей на короткому плечі 19-ї хромосоми. Довжина поліпептидного ланцюга білка становить 404 амінокислот, а молекулярна маса — 42 979.
| 10         |  | 20         |  | 30         |  | 40         |  | 50         |
| ---------- |  | ---------- |  | ---------- |  | ---------- |  | ---------- |
| MAMVTGGWGG |  | PGGDTNGVDK |  | AGGYPRAAED |  | DSASPPGAAS |  | DAEPGDEERP |
| GLQVDCVVCG |  | DKSSGKHYGV |  | FTCEGCKSFF |  | KRSIRRNLSY |  | TCRSNRDCQI |
| DQHHRNQCQY |  | CRLKKCFRVG |  | MRKEAVQRGR |  | IPHSLPGAVA |  | ASSGSPPGSA |
| LAAVASGGDL |  | FPGQPVSELI |  | AQLLRAEPYP |  | AAAGRFGAGG |  | GAAGAVLGID |
| NVCELAARLL |  | FSTVEWARHA |  | PFFPELPVAD |  | QVALLRLSWS |  | ELFVLNAAQA |
| ALPLHTAPLL |  | AAAGLHAAPM |  | AAERAVAFMD |  | QVRAFQEQVD |  | KLGRLQVDSA |
| EYGCLKAIAL |  | FTPDACGLSD |  | PAHVESLQEK |  | AQVALTEYVR |  | AQYPSQPQRF |
| GRLLLRLPAL |  | RAVPASLISQ |  | LFFMRLVGKT |  | PIETLIRDML |  | LSGSTFNWPY |
| GSGQ       |  |            |  |            |  |            |  |            |

A: Аланін

C: Цистеїн

D: Аспарагінова кислота

E: Глутамінова кислота

F: Фенілаланін

G: Гліцин

H: Гістидин

I: Ізолейцин

K: Лізин

L: Лейцин

M: Метіонін

N: Аспарагін

P: Пролін

Q: Глутамін

R: Аргінін

S: Серин

T: Треонін

V: Валін

W: Триптофан

Кодований геном білок за функціями належить до репресорів, рецепторів, фосфопротеїнів. 
Задіяний у таких біологічних процесах, як транскрипція, регуляція транскрипції. 
Білок має сайт для зв'язування з іонами металів, іоном цинку, ДНК. 
Локалізований у ядрі.